# Марклкофен
Марклкофен (њем. Marklkofen) општина је у њемачкој савезној држави Баварска. Једно је од 15 општинских средишта округа Динголфинг-Ландау. Према процјени из 2010. у општини је живјело 3.634 становника. Посједује регионалну шифру (AGS) 9279126.

## Географски и демографски подаци
Марклкофен се налази у савезној држави Баварска у округу Динголфинг-Ландау. Општина се налази на надморској висини од 408 метара. Површина општине износи 40,7 km². У самом мјесту је, према процјени из 2010. године, живјело 3.634 становника. Просјечна густина становништва износи 89 становника/km².